# Norberto Arceo
Norberto J. Arceo (* 28. August 1943) ist ein ehemaliger philippinischer Radrennfahrer.

## Sportliche Laufbahn
Arceo war im Straßenradsport aktiv. Er war Teilnehmer der Olympischen Sommerspiele 1964 in Tokio. Im olympischen Straßenrennen war er ausgeschieden.
Im Mannschaftszeitfahren kam der Vierer der Philippinen mit Norberto Arceo, Daniel Olivares, Cornelio Padilla und Arturo Romeo auf den 29. Rang.